# Juan Pablo Germaín
Juan Pablo Germaín Ronco (* 17. Juni 1998) ist ein chilenischer Hürdenläufer, der sich auf die 110-Meter-Distanz spezialisiert hat.

## Sportliche Laufbahn
Erste internationale Erfahrungen sammelte Juan Pablo Germaín im Jahr 2014, als er bei den Jugendsüdamerikameisterschaften in Cali in 14,25 s den sechsten Platz über 110 m Hürden belegte und über 400 m Hürden mit 57,08 s im Vorlauf ausschied. Im Jahr darauf belegte er bei den Juniorensüdamerikameisterschaften in Cuenca in 14,20 s den vierten Platz über 110 m Hürden und gelangte im Dreisprung mit 13,78 m auf Rang sechs. Anschließend belegte er bei den Jugendweltmeisterschaften in Cali in 13,55 s den vierten Platz über die U18-Hürden. 2016 schied er bei den U20-Weltmeisterschaften in Bydgoszcz mit 13,72 s im Halbfinale aus und im Jahr darauf belegte er bei den U20-Panamerikameisterschaften in Trujillo in 13,90 s den achten Platz. Zudem belegte er mit der 4-mal-100-Meter-Staffel in 41,25 s den sechsten Platz und gelangte mit der 4-mal-400-Meter-Staffel mit 3:17,34 min auf Rang sechs. 2018 belegte er bei den Südamerikaspielen in Cochabamba in 13,89 s den sechsten Platz im Hürdensprint und gelangte mit der 4-mal-100-Meter-Staffel mit 39,97 s auf Rang vier. Anschließend gewann er bei den U23-Südamerikameisterschaften in Cuenca in 14,12 s die Bronzemedaille hinter dem Brasilianer Rafael Pereira und Fanor Escobar aus Kolumbien. Zudem sicherte er sich mit der 4-mal-100-Meter-Staffel in 40,60 s die Silbermedaille hinter dem kolumbianischen Team und wurde mit der 4-mal-400-Meter-Staffel in 3:20,89 min Fünfter.
Ab 2019 studierte er in den Vereinigten Staaten und 2023 belegte er bei den Südamerikameisterschaften in São Paulo in 14,06 s den sechsten Platz über 110 m Hürden.
2018 wurde Germaín chilenischer Meister im 110-Meter-Hürdenlauf.

## Persönliche Bestleistungen
- 110 m Hürden: 13,89 s (+0,5 m/s), 6. Juni 2018 in Cochabamba
  - 60 m Hürden (Halle): 8,01 s, 7. Februar 2020 in Columbia